# Jerzy Kozakiewicz (politolog)
Jerzy Kozakiewicz (ur. 23 marca 1948 w Krakowie, zm. 21 maja 2024) – polski historyk, politolog i dyplomata, w latach 1991–1996 ambasador RP na Ukrainie.

## Życiorys
Jest absolwentem historii na Uniwersytecie Jagiellońskim. W 1983 uzyskał tamże stopień doktora nauk humanistycznych w zakresie historii. W latach 1973–1989 kierował filią Ośrodka Informacji Naukowej PAN w Krakowie.
W 1990 rozpoczął pracę w dyplomacji. W 1991 został przedstawicielem dyplomatycznym RP w Kijowie jako konsul generalny oraz specjalny wysłannik rządu, następnie zaś został Ambasadorem RP. Funkcję tę sprawował do 1996.
W kolejnych latach powrócił do pracy naukowej. Od 1997 do 2004 był pracownikiem naukowym Instytutu Studiów Politycznych PAN. Od 2004 do 2017 wykładał w Studium Europy Wschodniej Uniwersytetu Warszawskiego. Gościnnie wykładał w uczelniach polskich i zagranicznych. Zajmuje się problematyką transformacji politycznej w postsowieckich krajach Europy Środkowo-Wschodniej.
Brat Piotra Kozakiewicza, dyplomaty.

## Wybrane publikacje
- Stosunki polsko-ukraińskie, Kraków 1998 (red.)
- Rosja w polityce niepodległej Ukrainy, Warszawa : Instytut Studiów Politycznych Polskiej Akademii Nauk, 1999
- Polityka bezpieczeństwa państw bałtyckich, Kraków : Instytut Studiów Strategicznych, 2003